# Federica Cesarini
Federica Cesarini (Cittiglio, 2 augustus 1996) is een Italiaans roeister.
Cesarini won in Tokio de gouden medaille in de lichte-dubbel-twee. Cesarini werd in 2017 wereldkampioen in de niet-olympische lichte dubbel-vier.

## Resultaten

### Olympische Zomerspelen
| Jaar | Plaats | Resultaten               |
| ---- | ------ | ------------------------ |
| 2021 | Tokio  | in de lichte-dubbel-twee |

### Wereldkampioenschappen roeien
| Jaar | Plaats     | Resultaten                  |
| ---- | ---------- | --------------------------- |
| 2017 | Sarasota   | in de lichte-dubbel-vier    |
| 2018 | Plovdiv    | 7e in de lichte-dubbel-twee |
| 2019 | Ottensheim | 7e in de lichte-dubbel-twee |

1996: Constanța Burcică & Camelia Macoviciuc ·
2000: Constanța Burcică & Angela Alupei ·
2004: Constanța Burcică & Angela Alupei ·
2008: Marit van Eupen & Kirsten van der Kolk ·
2012: Katherine Copeland & Sophie Hosking  ·
2016: Ilse Paulis & Maaike Head ·
2020: Valentina Rodini & Federica Cesarini ·
2024: Emily Craig & Imogen Grant